# Finuala Dowling
Pour les articles homonymes, voir Dowling.
Finuala Dowling (née en juin 1962) est une poétesse et écrivaine sud-africaine.

## Biographie
Finuala Dowling est la septième de huit enfants nés de Eve van der Byl et Paddy Dowling, animateurs radio. Finuala Dowling a obtenu une maîtrise en littérature anglaise de l'Université du Cap, et un doctorat de littérature de l'Université d'Afrique du Sud, où elle a enseigné l'anglais pendant huit ans.
Sa première anthologie de poésie, I Flying, a été publiée en 2002 et a remporté le Prix Ingrid-Jonker. Elle a également remporté le Prix Sanlam de Poésie et le Prix Olive Schreiner (en). Elle a remporté en 2012 le Prix littéraire M-Net (catégorie anglaise) pour Homemaking for the Down-at-Heart.
Avec Tessa et Cara Dowling elle a mis en place une société de divertissement, Dowling Sisters Productions.

## Publications

### Poésie
- I Flying, Carapace (2002)
- To The Doctor Who Treated The Raped Baby And Who Felt Such Despair, Poetry International (2004)
- Doo-Wop Girls of the Universe, Penguin (2006)
- Notes from the Dementia Ward, Kwela Books/Snailpress (2008)
- Oom Piet, Badilisha Poetry X-Change
- Repair, Badilisha Poetry X-Change

### Romans
- What Poets Need, Penguin (2005)
- Flyleaf, Penguin (2007)
- Homemaking for the Down-at-Heart, Kwela Books (2011)
- The Fetch, Kwela Books (2015)

### Apparitions dans des anthologies
- Portraits of African Writers, ed. George Hallett, Wits University Press (2006)
- Lovely Beyond Any Singing: Landscape in South African Literature, Helen Moffett, Double Storey (2006)

## Prix et distinctions
- Prix Ingrid-Jonker pour I Flying (2004)
- Prix Sanlam de poésie pour Doo-Wop Girls of the Universe (2006)
- Prix Olive Schreiner pour Notes from the Dementia Ward (2010)[2]
- Prix littéraire M-Net (catégorie anglaise) pour Homemaking for the Down-at-Heart (2012)